# Harpago chiragra
Ptérocère chiragre, strombe araignée
Espèce
Harpago chiragra est une espèce de mollusque gastéropode marin de la famille des Strombidae.

## Description
La caractéristique la plus étonnante de cette strombe est la présence chez les adultes, surtout les femelles, de grandes excroissances qui l'ont fait surnommer « strombe araignée ». Les jeunes en sont dépourvus. Les mâles sont plus petits que les femelles.
- Répartition : sud-ouest du Pacifique.
- Taille : de 13 à 23 cm.

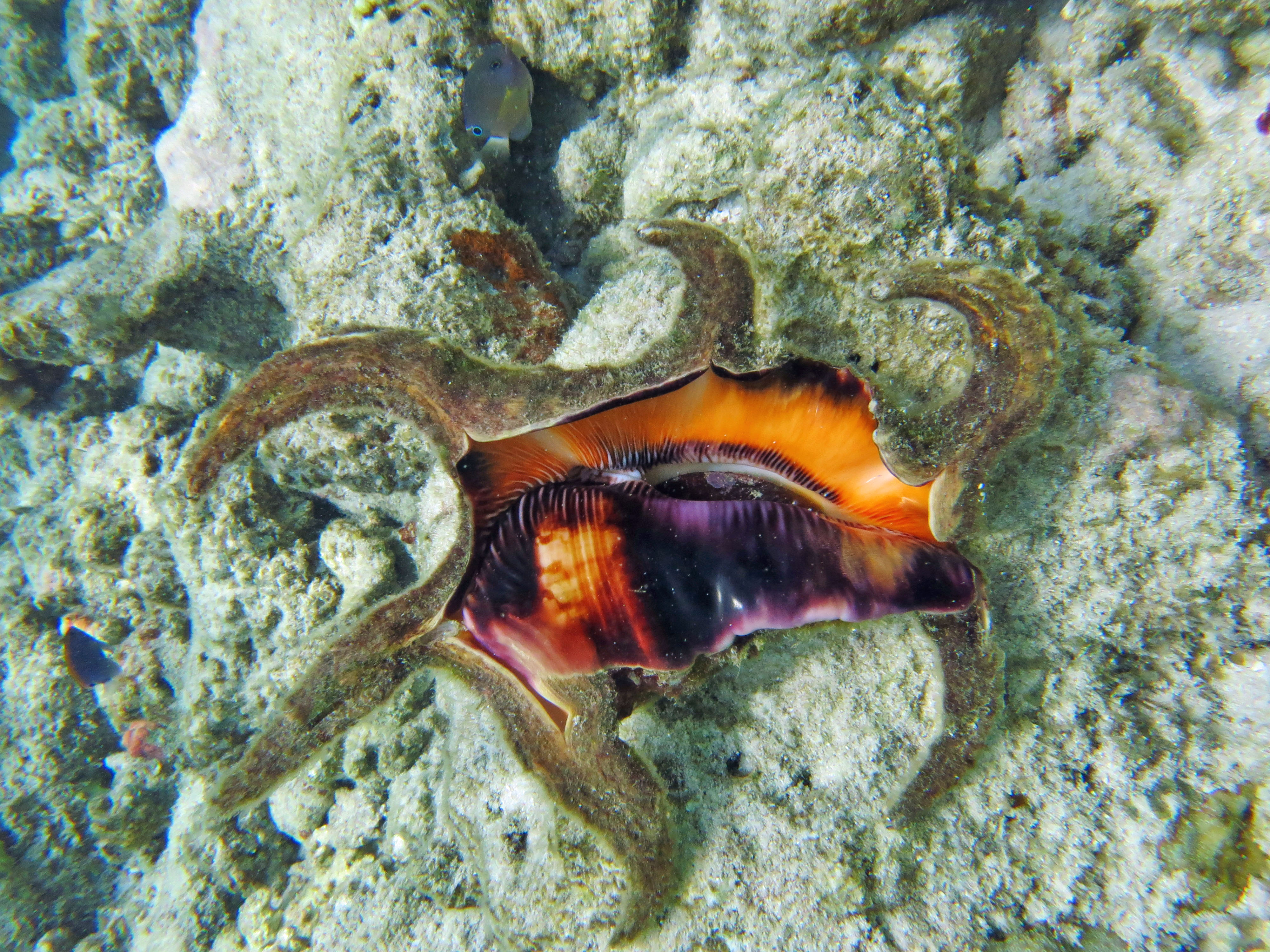
Spécimen vivant aux Maldives.
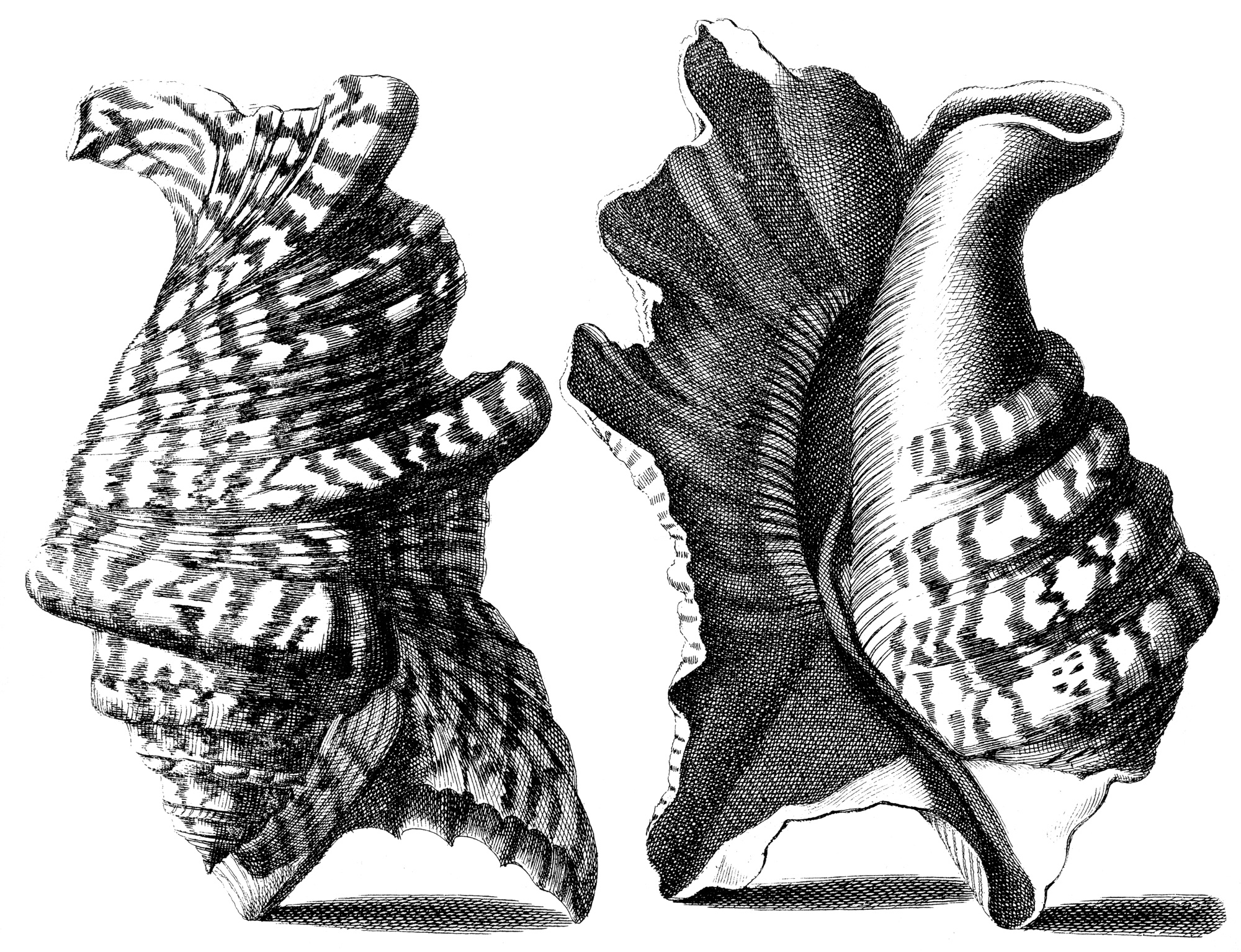
Index Testarum Conchyliorum de Niccolò Gualtieri (1742).
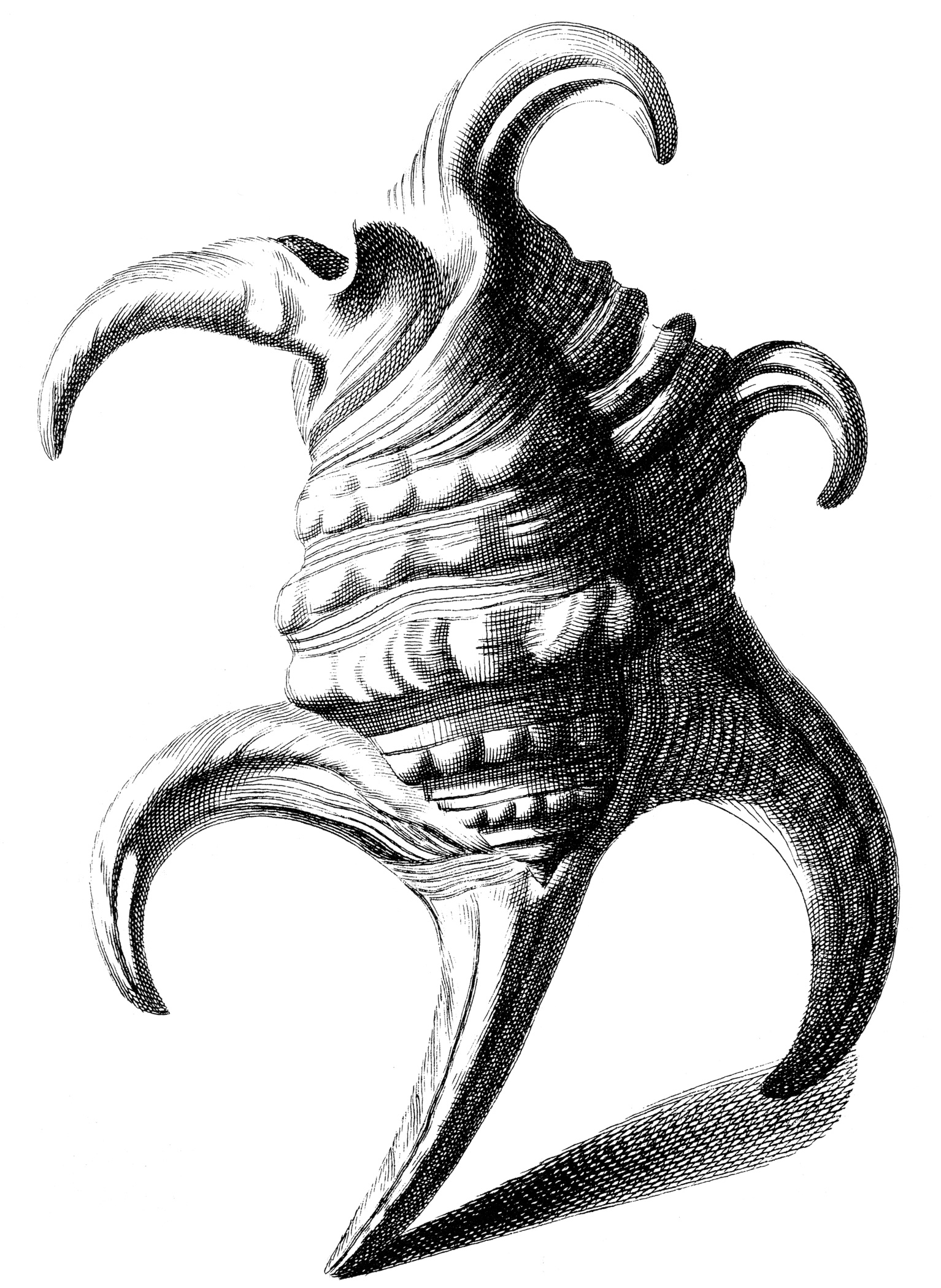
Index Testarum Conchyliorum de Niccolò Gualtieri (1742).

## Philatélie
Ce coquillage figure sur une émission de Wallis et Futuna de 1984 (valeur faciale : 25 f).
Sous le nom de Lambis rugosus, timbre du Laos 1993 (valeur facial : 70 kips).